# Lamboing
Lamboing là một đô thị trong huyện Jura bernois, bang Valais, Thụy Sĩ. Đô thị này có diện tích 9,1 km2, dân số thời điểm tháng 12 năm 2009 là người.